# Beat the Boots
A Beat the Boots egy kalózlemez-gyűjtemény – az eredetileg illegális kiadványokat a Rhino Entertainment kiadó jelentette meg 1991-ben, Frank Zappa megbízásából. A hivatalos kiadványok mindenben megegyeztek a korábbi, illegális változattal. Zappát nagyon bosszantották a kalózkiadványok, az, hogy mások szereznek profitot a munkájából (ráadásul erősen kifogásolható minőségű kiadványokkal), így arra jutott, hogy néhány ilyen lemez "hivatalosításával" ezekből a lemezekből ő is bevételekhez tud jutni.

## A lemezek számai
A másképp jelölteken kívül minden szám Frank Zappa szerzeménye.

### As an Am
A lemez három koncert anyagából válogat: 1981 május 19., Los Angeles, rádióinterjú (1), 1982 május 21., Köln (2-3), és 1981 október 31., New York, Palladium (4-6). A "Young & Monde" a "Let's Move To Cleveland" címvariációja.
1. "That Makes Me Mad" – 0:51
2. "Young & Monde" – 11:24
3. "Sharleena" – 9:09
4. "Black Napkins" – 3:58
5. "Black Page #2" – 7:12
6. "The Torture Never Stops" – 11:03

### The Ark
The Ark egy teljes koncert anyaga, 1969. július 8., Boston.
1. "Intro" – 0:56
2. "Big Leg Emma" – 3:42
3. "Some Ballet Music" – 7:16
4. "Status Back Baby" – 5:48
5. "Valarie" – (Clarence Lewis, Bobby Robinson) – 3:30
6. "My Guitar" – 6:46
7. "Uncle Meat / King Kong (Medley)" – 23:49

### Freaks & Mother*#@%!
Fillmore East, New York City, 1970. november 13.
Az eredeti kalózlemez címe Freaks and Motherfuckers volt.
1. "Happy Together" – (Gary Bonner, Alan Gordon) – 1:25
2. "Wino Man-with Dr. John Routine" (Zappa, Jeff Simmons) – 7:44
3. "Concentration Moon" – 1:18
4. "Pallidan Routine" – 1:14
5. "Call Any Vegetable" – 8:56
6. "Little House I Used to Live In" – 4:26
7. "Mudshark Variations" – 1:10
8. "Holiday in Berlin" – 3:33
9. "Sleeping in a Jar" – 7:23
10. "Cruising for Burgers" – 2:52

### Unmitigated Audacity
University of Notre Dame, South Bend (Indiana), 1974. május 12.
1. "Dupree's Paradise/It Can't Happen Here" – 3:12
2. "Hungry Freaks, Daddy" – 2:46
3. "You're Probably Wondering Why I'm Here" – 2:44
4. "How Could I Be Such a Fool?" – 3:42
5. "Ain't Got No Heart" – 2:20
6. "I'm Not Satisfied" – 2:18
7. "Wowie Zowie" – 3:18
8. "Let's Make the Water Turn Black" – 2:23
9. "Harry, You're a Beast" – 0:53
10. "Oh No" – 8:14
11. "More Trouble Every Day" – 7:53
12. "Louie Louie" – 1:55
13. "Camarillo Brillo" – 5:07

### Any Way the Wind Blows
Nouvel Hippodrome, Párizs, 1979. február 24.

Első lemez
1. "Watermelon in Easter Hay" – 4:27
2. "Dead Girls of London" – 2:38
3. "I Ain't Got No Heart" – 2:11
4. "Brown Shoes Don't Make It" – 7:29
5. "Cosmic Debris" – 4:11
6. "Tryin' to Grow a Chin" – 3:34
7. "City of Tiny Lights" – 9:25
8. "Dancin' Fool" – 3:31
9. "Easy Meat" – 6:40

Második lemez
1. "Jumbo Go Away" – 3:44
2. "Andy" – 5:21
3. "Inca Roads" – 5:42
4. "Florentine Pogen" – 5:26
5. "Honey, Don't You Want a Man Like Me?" – 4:33
6. "Keep It Greasy" – 3:31
7. "The Meek Shall Inherit Nothing" – 3:24
8. "Another Cheap Aroma" – 2:38 (Correct title: "For the Young Sophisticate")
9. "Wet T-Shirt Night" – 2:29
10. "Why Does It Hurt When I Pee?" – 2:38
11. "Peaches en Regalia" – 3:40

### 'Tis the Season to Be Jelly
A Tis the Season to Be Jelly-t 1967. szeptember 30-án vették fel a stockholmi Konserthusetben.
1. "You Didn't Try to Call Me" – 3:12
2. "Petrushka" – 0:52
3. "Bristol Stomp" – 0:45
4. "Baby Love" – 0:47
5. "Big Leg Emma" – 2:09
6. "No Matter What You Do (Tchaikovsky's 6th)" – 2:41
7. "Blue Suede Shoes" – 0:53
8. "Hound Dog" – 0:14
9. "Gee" – 1:52
10. "King Kong" – 14:18
11. "It Can't Happen Here" – 9:18

### Saarbrücken 1978
A Saarbrücken 1978-at 1978. szeptember 3-án vették fel a saarbrückeni Ludwigparkstadionban.
1. "Dancin' Fool" – 3:42
2. "Easy Meat" – 5:05
3. "Honey, Don't You Want a Man Like Me?" – 4:15
4. "Keep It Greasy" – 3:31
5. "Village of the Sun" – 6:20
6. "The Meek Shall Inherit Nothing" – 3:45
7. "City of Tiny Lights" – 6:43
8. "Pound for a Brown" – 6:36
9. "Bobby Brown" – 2:56
10. "Conehead" – 3:33
11. "Flakes" – 5:01
12. "Magic Fingers" – 2:30
13. "Don't Eat the Yellow Snow" – 3:52
14. "Nanook Rubs It" – 1:47
15. "St. Alfonzo's Pancake Breakfast" – 6:42
  - comprising:
    - "Father O'Blivion"
    - "Rollo"
16. "Bamboozled by Love" – 6:45

### Piquantique
A Piquantique felvétele 1973. augusztus 21-én készült Sollidenben (Skansen, Stockholm) a negyedik szám kivételével, amelyet egy koncerten vettek fel 1973 decemberében.
1. "Kung Fu" – 2:12 (includes the opening theme from "The Eric Dolphy Memorial Barbecue")
2. "Redunzl" – 4:26
3. "Dupree's Paradise" – 11:25
4. "T'Mershi Duween" – 1:55
5. "Farther O'Blivion" – 20:41 (a számban részletek vannak az "The Adventures of Greggary Peccary", a "The Be-Bop Tango" című számokból, illetve a "Cucamonga" gyors instrumentális változatából.)

## Külső hivatkozások
- Dalszövegek:
  - As an Am
  - The Ark
  - Freaks & Mother*#@%! Archiválva 2006. május 13-i dátummal a Wayback Machine-ben
  - Unmitigated Audacity
  - Any Way the Wind Blows
  - 'Tis the Season to Be Jelly
  - Saarbrücken 1978
  - Piquantique
- Release details
- A Beat The Boots titkai – interjú Tom Brownnal, aki a Rhino Recordsnál a Beat The Boots-sorozat kiadója volt.